# Skellefteå FF
Skellefteå Förenade Fotbollsföreningar ist ein schwedischer Fußballverein aus Skellefteå. Der Verein ist die ehemalige Fußballabteilung des Skellefteå AIK, die mehrere Jahre zweitklassig spielte.

## Geschichte
Ende der 1910er Jahre gründete sich in Skellefteå der Skellefteå IF. Da jüngere Spieler bei diesem Klub kaum zum Einsatz kamen, gründeten sie 1921 als örtlichen Konkurrenzklub Skellefteå AIK, wobei der seinerzeit erfolgreiche Stockholmer Verein AIK als Namenspate herangezogen wurde.
Zunächst spielte die Fußballmannschaft von Skellefteå AIK nur unterklassig, 1952 gelang erstmals der Aufstieg in die drittklassige Division 3 Norrländska Norra. Dort wurde sie Vizemeister hinter Lycksele IF und die beiden Klubs stiegen als erste Mannschaft aus Norrland in die Zweitklassigkeit auf, nachdem erstmals ganz Schweden in die obersten Liganiveaus der schwedischen Ligapyramide zugelassen wurde. Hier etablierte sich die Elf schnell und 1957 trennte nur das um drei Tore schlechtere Torverhältnis gegenüber dem punktgleichen Staffelsieger GIF Sundsvall vom Relegationsplatz zur Allsvenskan. Ein Jahr später gelang der Staffelsieg, die Elf scheiterte jedoch an Hammarby IF nach einem 0:0-Unentschieden auf heimischen Terrain durch eine 2:6-Auswärtsniederlage. In den folgenden Jahren platzierte sich der Klub weiterhin im vorderen Bereich, ohne jedoch an die Erfolge anknüpfen zu können.
Im Herbst 1964 schlossen sich die Mannschaft des Ortsrivalen Skellefteå IF und des Skellefteå AIK zusammen. Der zusammengelegten Mannschaft gelangen jedoch nur sechs Saisonsiege, so dass sie gemeinsam mit Lokalrivale Sunnanå SK den Gang in die Drittklassigkeit antreten musste. Ohne Niederlage schaffte der Verein in der folgenden Spielzeit den Staffelsieg in der Division 3 Norra Norrland Nedra und kehrte nach einem 1:1-Unentschieden und einem 2:0-Erfolg gegen Storfors AIK in die zweite Liga zurück. Dort setzte sich die Mannschaft zunächst im hinteren Mittelfeld fest, ehe 1972 nur sieben Punkte geholt wurden und erneut der Abstieg hingenommen werden musste. Wiederum gelang der Staffelsieg und nach Erfolgen über IFK Östersund und IF Friska Viljor in der Aufstiegsrunde kehrte die Elf zusammen mit Gefle IF in die Zweitklassigkeit zurück. Dieses Mal blieb die Rückkehr nicht vom Erfolg gekrönt und gemeinsam mit Degerfors IF und Älvsjö AIK stieg die Mannschaft erneut ab.
Die Fußballmannschaft von Skellefteå AIK verpasste den direkten Wiederaufstieg. In den folgenden Jahren setzte sie sich im vorderen Bereich fest, ohne zunächst um den Aufstieg mitspielen zu können. Anfang der 1980er Jahre meldete sich die Elf wiederum im Aufstiegsrennen zurück. 1981 fehlten drei Punkte auf Spitzenreiter Gammelstads IF, ein Jahr später wurde die Mannschaft mit einem Punkt Rückstand Vizemeister hinter demselben Klub. 1983 gelang letztlich der Staffelsieg, der durch zwei Siege gegen Hovås IF in der Aufstiegsrunde mit der Rückkehr in die zweite Liga gekrönt wurde. Nach dem direkten Wiederabstieg gelang der erneute Staffelsieg und, nachdem sich die Mannschaft gegen Jonsereds IF durchsetzen konnte, der Wiederaufstieg. Nach drei Spielzeiten im Abstiegskampf stieg die Mannschaft 1988 abermals aus der zweiten Liga ab.
In den folgenden Jahren etablierte sich Skellefteå AIK in der dritten Liga. 1993 gelang hinter dem Niederlagenlosen Kiruna FF die Vizemeisterschaft, in der Aufstiegsrunde scheiterte die Mannschaft nach zwei Niederlagen an Myresjö IF. Vier Jahre später gelang erneut die Qualifikation für die Aufstiegsspiele, dieses Mal erwies sich Lira Luleå BK als zu stark.
Zur Jahrtausendwende löste sich die Fußballabteilung als Skellefteå AIK FK vom Hauptverein. Die Mannschaft hielt sich zunächst in der dritten Liga, auch wenn sie sich im Abstiegskampf wiederfand. 2004 musste die Mannschaft an der Seite von Luleå SK erstmals seit Anfang der 1950er Jahre in die Viertklassigkeit absteigen. In der Division 3 Norra Norrland wurde die Mannschaft Staffelsieger, aufgrund einer Ligareform blieb ihr jedoch der Wiederaufstieg verwehrt und sie kam in die neue viertklassige Division 2 Norrland.
Vor Beginn der Spielzeit 2006 erfolgte die Umbenennung in Skellefteå FF, als zusammen mit Sunnanå SK und Morön BK das Projekt einer starken Fußballmannschaft in Skellefteå initiiert wurde. Anschließend spielte die Mannschaft im vorderen Bereich mit, 2008 gelang vor IFK Luleå der Staffelsieg und damit die Rückkehr in die dritte Liga. Dort war sie jedoch mit drei Saisonsiegen chancenlos und stieg als Tabellenletzte gemeinsam mit Mitaufsteiger Karlslunds IF und Enköpings SK direkt wieder ab.